# جرين النقيل (السدة)

تعديل مصدري - تعديل

جرين النقيل محلة تابعة لقرية المنضاح، التابعة لعزلة وادي حجاج بمديرية السدة إحدى مديريات محافظة إب في الجمهورية اليمنية.، بلغ تعداد سكانها 66 حسب تعداد اليمن لعام 2004.